# Claudia García López
Claudia García López (Almería, 1993) es una matemática, profesora e investigadora española. Su trabajo está enfocado en el estudio matemático de ecuaciones en derivadas parciales, modelos provenientes de la geofísica y la dinámica de fluidos.

## Estudios
En el año 2015 egresó de la carrera de Matemáticas por la Universidad de Granada, España.
Hizo un máster en Física y Matemáticas en la misma universidad en el curso 2015-2016.
Realizó un doctorado entre la Universidad de Granada y la Universidad de Rennes en Francia en el 2020, mismo por el que obtuvo calificación sobresaliente con mención cum laude.

## Trayectoria
Trabajó como profesora ayudante doctor en la Universidad Autónoma de Madrid y como investigadora posdoctoral en la Universidad de Barcelona.
Formó parte de estancias de investigación en las universidades de Brown, Estados Unidos, Universidad de Nueva York en Abu Dhabi, Emiratos Árabes Unidos y en la Universidad de Seúl, Corea del Sur, entre otras.
Se desempeña como investigadora Ramón y Cajal en el departamento de matemáticas aplicadas de la Universidad de Granada y forma parte de la Unidad de Excelencia Modelling Nature from Nano to Macro (MNat). 

## Línea de investigación
Su línea de investigación está basada en el estudio de ecuaciones en derivadas parciales provenientes de problemas físicos de la dinámica de fluidos, como el agua o el aire usando herramientas matemáticas.
Su principal interés son los problemas que persisten en el tiempo, conocidas como estructuras ordenadas que aparecen en la naturaleza cuando observas un fluido. De manera más específica los que describen movimientos de fluidos como el agua, que sean incompresibles y sin viscosidad.
Durante su tesis doctoral, resolvió la conjetura formulada por Von Kármán en los años 80, que predecía que esos patrones deberían aparecer en las ecuaciones de Euler. 
Su investigación tiene aplicaciones en el ámbito de la astrofísica, lo que permite entender algunos de los fenómenos que se producen en regiones de la superficie de otros planetas del sistema solar, donde se forma un hexágono lleno de vórtices.También puede tener implicaciones en biomedicina, dado que el movimiento de una célula inmersa en un fluido, se percibe como matemáticamente similar al de la mezcla de dos fluidos, como el agua y el aceite. 

## Premios
- En 2022 fue galardonada por su tesis doctoral de matemática aplicada por el Laboratorio de Matemáticas Blaise Pascal (LMBP) de Francia.[7]
- En 2023 recibió el premio José Luis Rubio de Francia, mismo que es la máxima distinción que la Real Sociedad Matemática Española le concede a investigadores menores a 32 años. Esto en reconocimiento a sus contribuciones en dinámica de fluidos. [12][13][14]
- En 2023 también fue acreedora al Premio de Investigación Matemática Vicent Caselles de la Real Sociedad Matemática Española y la Fundación BBVA. [8][9]